# Архијерејско намјесништво фочанско
Архијерејско намјесништво фочанско представља црквеноадминистративну јединицу Митрополије дабробосанске коју сачињавају одређени број црквених општина и парохија под надзором архијерејских намесника.
До 2019. године митрополија је била подељена на четири архијерејска намесништава, али на заједнички приједлог епископа зворничко-тузланског Фотија и митрополита дабробосанског Хризостома,  Свети архијерејски сабор Српске православне цркве одлуком  од 15. односно 16. маја 2019. године, извршена је арондација епархије зворничко-тузланске у корист митрополије дабробосанске. У састав митрополије Дабробосанске ушле су целовите административне општине и то: Сребреница, Братунац, Милићи, Власеница, Хан Пијесак и Олово.
Након те одлуке митрополија дабробосанска броји пет архијерејских намјесништава, а то су:
- Архијерејскo намјесништвo сарајевско
- Архијерејско намјесништво травничко-зеничко
- Архијерејско намјесништво горашко-вишеградско
- Архијерејско намјесништво фочанско
- Архијерејско намјесништво сребреничко-подрињско

## Архијерејско намјесништво фочанско
- Црквена општина Фоча

Црква Светог Саве у Фочи темељи су постављени 1994. године, а званично је основан 26. марта 2014. године. Грађена је од 2006. до 2012. године, а од Васкрса 2013. године редовна су богослужења. Године 2019. почело је унутрашње уређење храма, а у мају исте године је постављен нов иконостас.
Црква Светог Николаја Мирликијског Чудотворца у Фочи саграђена средином 19. века, а освештана 20. септембра 1857. године. Током Другог светског рата 1942. године, муслимани су обили цркву и из ње однели драгоцености, оштетили царске двери, запалили летопис и библиотеку српске школе. Храм је проглашен националним спомеником Босне и Херцеговине од стране Комисије за очување националних споменика Босне и Херцеговине.
Црква Светих цара Константина и царице Јелене у Околиштима саграђен је 1938. године. Нови звоник за цркву подигнут је 1982. године.
Црква Светог Василија Острошког и Светог Петра Дабробосанског у Велечеву делује под окриљем Богословије Светог Петра Дабробосанског.
- Црквена општина Миљевина

Црква Светог пророка Илије у Миљевини саграђен је 1939. године, а звоник је подигнут 1980. године. Црквује на Илиндан 1939. године, освештао митрополит дабробосански Петар Зимоњић, који је само две године касније мученички пострадао од усташа у Другом свјетском рату.
Црква Свете Тројице у Осији саграђена је 2008. године. Мештани Осија су страдали у Другом свјетском рату и током рата у Босни и Херцеговини, па је храм подигнут у помен свих преминулих чланова породица чији су посмртни остаци сахрањени на гробљу поред цркве. У склопу цркве је и парохијски дом. 
- Црквена општина Тетимска-Челебићи

Црква Успења Пресвете Богородице у Челебићима градња је почела 1936. године, као спомен-црква стрељаним становницима Челебића у Првом светском рату. До 1939. године црква је покривена, али су даљи радови прекинути због Другог светског рата, па су настављени тек 1958. године.
Црква Светог Николе у Ријеци саграђена је 1896. године и представља национални споменик културе у Босни и Херцеговини.
- Црквена општина Тјентиште

Црква Успења Пресвете Богородице у Попима за настанак се узима 1834. година. Једни вјерују да је у питању обнова старе цркве, док други сматрају да је у питању новоизграђена црква. Добијање дозволе за градњу цркве легенда везује за Србина који је из тога места одведен у јаничаре. Поред цркве је постојао конак од кога су данас остали само темељи.
- Црквена општина Јабучка-Устиколина

Црква Силаска Светог Духа на Апостоле у Устиколини градња је почела је 24. фебруара 1936. године у близини старог гробља Ћелије, на коме су били остаци старе цркве порушене са доласком Османлија. Митрополит Петар Зимоњић освештао је цркву 21. јуна 1937. године.
Црква Преображења Господњег у Јабуци градња је започета је у јесен 1936. године, а завршена 1937. године. Није пострадала за време Другог светског рата. Храм је генерално обновљен 1990. године, али је минирана 23. јула 1992. године, за време рата у Босни и Херцеговини, након чега је наново изграђена 2005. године.
- Црквена општина Калиновик

Црква Светих апостола Петра и Павла у Калиновику саграђена је 1888. године на месту где је била једна мала капела.
- Црквена општина Трново

Црква Светог великомученика Георгија у Трнову саграђена је 1886. године. Почетком Одбрамбено-отаџбинског рата, јединице Армије БиХ су заузеле Трново, вршиле терор над самим становништвом, храм је страдао у великој мери, парохијски дом и сама црква су запаљени, а свештеник Недељко Поповић је убијен од стране муслиманских екстремиста. Од 1996. до 1999. године црква и дом су обновљени. Храм је освештан 3. октобра 1999. године са благословом Митрополита дабробосанског Николаја.
- Црквена општина Чајниче

Стара црква Успења Пресвете Богородице подигнута у 15. веку и Нова црква Успења Пресвете Богородице подигнута је 1863. године. Сада оба храма су манастирске цркве манастира Успења Пресвете Богородице Чајничке.
Црква Вазнесења Господњег у Заборку 